# Centralne twierdzenie graniczne

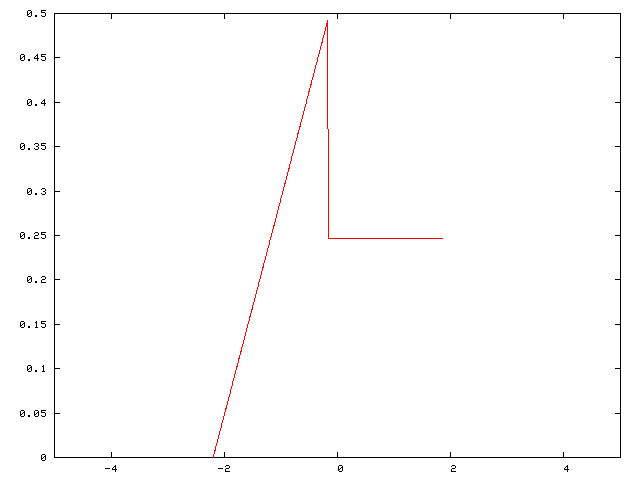
Przykładowy rozkład prawdopodobieństwa pewnej zmiennej

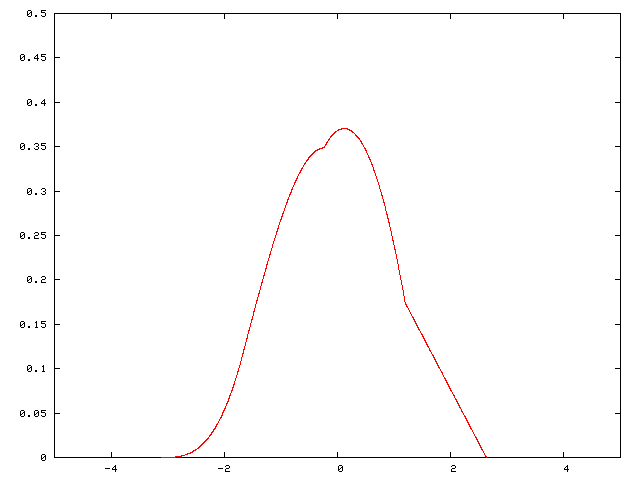
Rozkład prawdopodobieństwa średniej dwóch takich niezależnych zmiennych

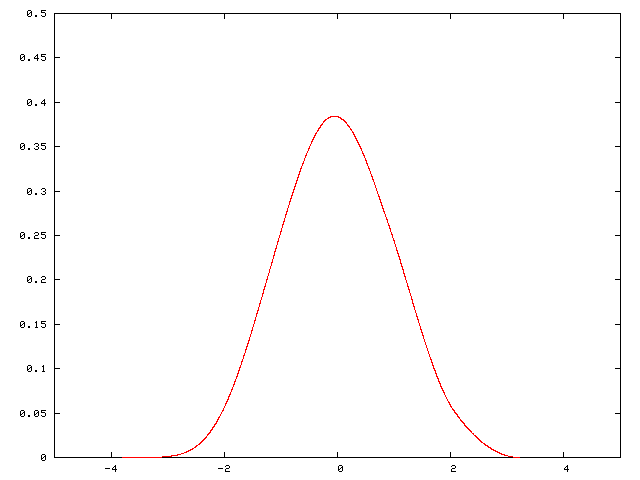
Rozkład prawdopodobieństwa średniej trzech takich niezależnych zmiennych

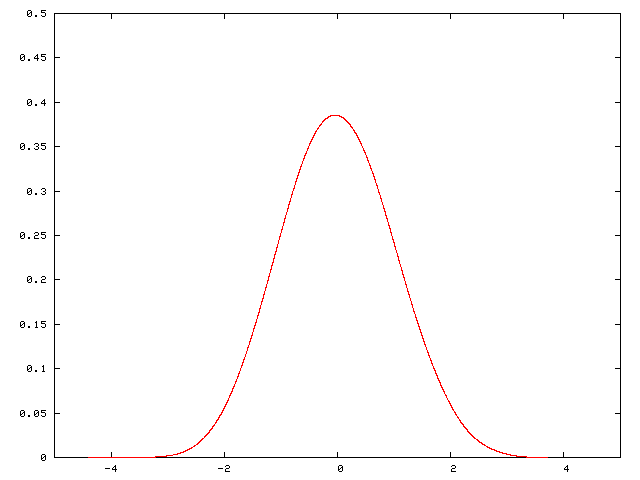
Rozkład prawdopodobieństwa średniej czterech takich niezależnych zmiennych. Jest już bardzo zbliżony do rozkładu normalnego.

Centralne twierdzenie graniczne – twierdzenie probabilistyki o zbieżności pewnych ciągów zmiennych losowych do rozkładu normalnego. Wyjaśnia ono powszechność w przyrodzie zbliżonych do niego rozkładów prawdopodobieństwa.

## Wersje

### Sformułowanie szczególne
Centralne twierdzenie graniczne to twierdzenie matematyczne mówiące, że jeśli {\displaystyle X_{i}} są niezależnymi zmiennymi losowymi pochodzącymi z tej samej populacji o wartości oczekiwanej {\displaystyle \mu } oraz dodatniej i skończonej wariancji {\displaystyle \sigma ^{2},} to ciąg zmiennych losowych, w postaci znormalizowanych wartości oczekiwanych {\displaystyle U_{n}}
{\displaystyle U_{n}={\frac {{\frac {1}{n}}\sum _{i=1}^{n}X_{i}-\mu }{\sigma /{\sqrt {n}}}}}
zbieżny jest według rozkładu do standardowego rozkładu normalnego, gdy {\displaystyle n\to +\infty .}
Tzn.
{\displaystyle \lim _{n\to \infty }P(U_{n}<u)={\frac {1}{\sqrt {2\pi }}}\int _{-\infty }^{u}e^{-x^{2}/2}\,dx}

### Sformułowanie ogólne
Centralne twierdzenie graniczne znane też pod nazwą twierdzenia Lindeberga-Lévy’ego mówi:
Niech {\displaystyle (X_{n,k})} będzie schematem serii, w którym {\displaystyle EX_{n,k}=0} dla {\displaystyle k\leqslant n} i dla każdego {\displaystyle n} mamy {\displaystyle \sum _{k=1}^{n}D^{2}X_{n,k}=1.} Jeśli spełniony jest warunek Lindeberga, tj. dla każdego {\displaystyle \epsilon >0} zachodzi {\displaystyle \lim _{n\to \infty }\sum _{k=1}^{n}EX_{n,k}^{2}\mathbf {1} _{\{|X_{n,k}|>\epsilon \}}=0,} to {\displaystyle \sum _{k=1}^{n}X_{n,k}{\xrightarrow {D}}N(0,1).}

## Dowód
Dowodów centralnego twierdzenia granicznego w wersji ogólnej jest kilka. Wszystkie są dość skomplikowane i wymagają korzystania z wielu zaawansowanych narzędzi matematycznych. Poniżej znajduje się jeden z prostszych dowodów, nie dający jednak oszacowania wartości błędu.
| Dowód |
| --- |
| Pierwszym krokiem dowodu jest sformułowanie i udowodnienie użytecznych lematów. Lemat 1 Niech {\displaystyle f\colon \mathbf {R} \to \mathbf {R} } będzie funkcją trzykrotnie różniczkowalną taką, że {\displaystyle \forall x\in \mathbf {R} } zachodzi {\displaystyle \|f'''(x)\|\leqslant A} oraz {\displaystyle \|f''(x)\|\leqslant B.} Wówczas: {\displaystyle \forall x,y\in \mathbf {R} } - a) {\displaystyle {\Bigg \|}f(x+y)-f(x)-f'(x)y-{\frac {f''(x)y^{2}}{2!}}{\Bigg \|}}{\displaystyle {}\leqslant {\frac {A\|y\|^{3}}{3!}},} - b) {\displaystyle {\bigg \|}f(x+y)-f(x)-f'(y){\bigg \|}\leqslant {\frac {By^{2}}{2!}}.} Dowód Oznaczmy {\displaystyle \varphi _{x}(y)=f(x+y)-f(x)-f'(x)y-{\frac {f''(x)y^{2}}{2!}}.} Wówczas {\displaystyle \varphi _{x}(0)=0,\varphi _{x}'(0)=0,\varphi _{x}''(0)=0.} Ustalmy dowolne {\displaystyle y>0.} Wówczas zgodnie z twierdzeniem Cauchy’ego istnieją takie {\displaystyle z,t,w>0,} że: {\displaystyle {\Bigg \|}{\frac {\varphi _{x}(y)}{y^{3}}}{\Bigg \|}={\Bigg \|}{\frac {\varphi _{x}(y)-\varphi _{x}(0)}{y^{3}-0}}{\Bigg \|}}{\displaystyle {}={\Bigg \|}{\frac {\varphi _{x}'(z)}{3z^{2}}}{\Bigg \|}}{\displaystyle {}={\Bigg \|}{\frac {\varphi _{x}'(z)-\varphi _{x}'(0)}{3z^{2}-3\cdot 0^{2}}}{\Bigg \|}}{\displaystyle {}={\Bigg \|}{\frac {\varphi _{x}''(t)}{6t}}{\Bigg \|}}{\displaystyle {}={\Bigg \|}{\frac {\varphi _{x}''(t)-\varphi _{x}''(0)}{6t-6\cdot 0}}{\Bigg \|}}{\displaystyle {}={\Bigg \|}{\frac {\varphi _{x}'''(w)}{6}}{\Bigg \|}\leqslant {\frac {A}{6}}.} Na tej samej zasadzie: {\displaystyle {\Bigg \|}{\frac {\varphi _{x}(y)}{y^{2}}}{\Bigg \|}}{\displaystyle {}={\Bigg \|}{\frac {\varphi _{x}''(t)}{2}}{\Bigg \|}}{\displaystyle {}\leqslant {\frac {B}{2}}.} {\displaystyle \Box } Lemat 2 Jeżeli {\displaystyle X\sim N(0,1),} to {\displaystyle E\|X\|^{3}=\int \limits _{R}\|x\|^{3}{\frac {1}{\sqrt {2\pi }}}e^{-{\frac {x^{2}}{2}}}dx={\frac {4}{\sqrt {2\pi }}}.} Dowód {\displaystyle E\|X\|^{3}=\int \limits _{R}\|x\|^{3}{\frac {1}{\sqrt {2\pi }}}e^{-{\frac {x^{2}}{2}}}dx}{\displaystyle {}={\frac {2}{\sqrt {2\pi }}}\int \limits _{0}^{+\infty }x^{3}e^{-{\frac {x^{2}}{2}}}dx.} Dokonujemy podstawienia {\displaystyle x^{2}=t\Rightarrow dx={\frac {dt}{2x}}{:}} {\displaystyle E\|X\|^{3}={\frac {2}{\sqrt {2\pi }}}\int \limits _{0}^{+\infty }txe^{-{\frac {t}{2}}}{\frac {dt}{2x}}}{\displaystyle {}={\frac {1}{\sqrt {2\pi }}}\int \limits _{0}^{+\infty }te^{-{\frac {t}{2}}}dt.} Teraz całkujemy przez części: {\displaystyle E\|X\|^{3}=-{\frac {2t}{\sqrt {2\pi }}}e^{-{\frac {t}{2}}}{\Bigg \|}_{0}^{+\infty }+{\frac {2}{\sqrt {2\pi }}}\int \limits _{0}^{+\infty }e^{-{\frac {t}{2}}}dt}{\displaystyle {}=-{\frac {4}{\sqrt {2\pi }}}e^{-{\frac {t}{2}}}{\Bigg \|}_{0}^{+\infty }}{\displaystyle {}={\frac {4}{\sqrt {2\pi }}}.} {\displaystyle \Box } Drugi krok polega na oszacowaniu pewnej wartości: Niech {\displaystyle f\colon \mathbf {R} \to \mathbf {R} ,f\in C^{3}(\mathbf {R} )} będzie funkcją trzykrotnie różniczkowalną taką, że {\displaystyle \|f'''(x)\|\leqslant A\;\forall x\in \mathbf {R} } oraz {\displaystyle \|f''(x)\|\leqslant B\;\forall x\in \mathbf {R} .} Rozważamy niezależne zmienne {\displaystyle (G_{n,k})} o rozkładzie normalnym takie, że {\displaystyle \forall n,k\;EG_{n,k}=0} oraz {\displaystyle D^{2}G_{n,k}=D^{2}X_{n,k}.} Wówczas: {\displaystyle \forall x\in \mathbf {R} \;{\Bigg \|}Ef(x+X_{n,k})-Ef(x+G_{n,k}){\Bigg \|}} {\displaystyle {}={\Bigg \|}Ef(x+X_{n,k})-f(x)-f'(x)\cdot EX_{n,k}}{\displaystyle {}-{\frac {f''(x)}{2!}}EX_{n,k}^{2}-Ef(x+G_{n,k})+f(x)+f'(x)\cdot EG_{n,k}+{\frac {f''(x)}{2!}}EG_{n,k}^{2}{\Bigg \|}} {\displaystyle ={\Bigg \|}E{\Big [}f(x+X_{n,k})-f(x)-f'(x)\cdot X_{n,k}}{\displaystyle {}-{\frac {f''(x)}{2!}}X_{n,k}^{2}{\Big ]}-E{\Big [}f(x+G_{n,k})-f(x)-f'(x)\cdot G_{n,k}-{\frac {f''(x)}{2!}}G_{n,k}^{2}{\Big ]}{\Bigg \|}} {\displaystyle \leqslant E{\Bigg \|}f(x+X_{n,k})-f(x)-f'(x)\cdot X_{n,k}}{\displaystyle {}-{\frac {f''(x)}{2!}}X_{n,k}^{2}{\Bigg \|}+E{\Bigg \|}f(x+G_{n,k})-f(x)-f'(x)\cdot G_{n,k}-{\frac {f''(x)}{2!}}G_{n,k}^{2}{\Bigg \|}.} Przy czym ostatnia nierówność to nierówność trójkąta. Drugi ze składników daje się na podstawie Lematu 1 oszacować w sposób następujący: {\displaystyle E{\Bigg \|}f(x+G_{n,k})-f(x)-f'(x)\cdot G_{n,k}-{\frac {f''(x)}{2!}}G_{n,k}^{2}{\Bigg \|}}{\displaystyle {}\leqslant {\frac {A}{6}}E\|G_{n,k}\|^{3}.} Tymczasem {\displaystyle G_{n,k}={\sqrt {D^{2}X_{n,k}}}\cdot G,} gdzie {\displaystyle G\sim N(0,1).} W związku z tym (korzystając z Lematu 2): {\displaystyle E\|G_{n,k}\|^{3}=(D^{2}X_{n,k})^{3/2}\cdot E\|G\|^{3}}{\displaystyle {}\leqslant 12\cdot (D^{2}X_{n,k})^{3/2}.} Wobec tego {\displaystyle {\frac {A}{6}}E\|G_{n,k}\|^{3}\leqslant 2A\cdot (D^{2}X_{n,k})^{3/2}}{\displaystyle {}\leqslant 2A\cdot D^{2}X_{n,k}\cdot {\bigg (}\max _{1\leqslant k\leqslant n}{\sqrt {D^{2}X_{n,k}}}{\bigg )}.} Pierwszy ze składników można natomiast oszacować w sposób następujący: {\displaystyle E{\Bigg \|}f(x+X_{n,k})-f(x)-f'(x)\cdot X_{n,k}-{\frac {f''(x)}{2!}}X_{n,k}^{2}{\Bigg \|}}{\displaystyle {}=E{\Bigg \|}f(x+X_{n,k})-f(x)-f'(x)\cdot X_{n,k}-{\frac {f''(x)}{2!}}X_{n,k}^{2}{\Bigg \|}\cdot \mathbf {1} _{\{\|X_{n,k}\|\leqslant \epsilon \}}}{\displaystyle {}+E{\Bigg \|}f(x+X_{n,k})-f(x)-f'(x)\cdot X_{n,k}}{\displaystyle {}-{\frac {f''(x)}{2!}}X_{n,k}^{2}{\Bigg \|}\cdot \mathbf {1} _{\{\|X_{n,k}\|>\epsilon \}}.} Z kolei szacujemy: {\displaystyle E{\Bigg \|}f(x+X_{n,k})-f(x)-f'(x)\cdot X_{n,k}-{\frac {f''(x)}{2!}}X_{n,k}^{2}{\Bigg \|}\cdot \mathbf {1} _{\{\|X_{n,k}\|\leqslant \epsilon \}}}{\displaystyle {}\leqslant {\frac {A}{6}}E\|X_{n,k}\|^{3}\cdot \mathbf {1} _{\{\|X_{n,k}\|\leqslant \epsilon \}}}{\displaystyle {}\leqslant {\frac {A}{6}}D^{2}X_{n,k}\cdot \epsilon } oraz {\displaystyle E{\Bigg \|}f(x+X_{n,k})-f(x)-f'(x)\cdot X_{n,k}-{\frac {f''(x)}{2!}}X_{n,k}^{2}{\Bigg \|}\cdot \mathbf {1} _{\{\|X_{n,k}\|>\epsilon \}}}{\displaystyle {}\leqslant E\|f(x+X_{n,k})-f(x)-f'(x)\cdot X_{n,k}\|\cdot \mathbf {1} _{\{\|X_{n,k}\|>\epsilon \}}+E{\Bigg \|}{\frac {f''(x)}{2!}}X_{n,k}^{2}{\Bigg \|}\cdot \mathbf {1} _{\{\|X_{n,k}\|>\epsilon \}}}{\displaystyle {}\leqslant B\cdot EX_{n,k}^{2}\cdot \mathbf {1} _{\{\|X_{n,k}\|>\epsilon \}}.} Ostatnia nierówność wynika z Lematu 1. Zatem {\displaystyle \forall x\in \mathbf {R} } mamy następujące oszacowanie: {\displaystyle \|Ef(x+X_{n,k})-Ef(x+G_{n,k})\|}{\displaystyle {}\leqslant 2A\cdot D^{2}X_{n,k}\cdot {\bigg (}\max _{1\leqslant k\leqslant n}{\sqrt {D^{2}X_{n,k}}}{\bigg )}+{\frac {A}{6}}D^{2}X_{n,k}\cdot \epsilon +B\cdot EX_{n,k}^{2}\cdot \mathbf {1} _{\{\|X_{n,k}\|>\epsilon \}}.} Trzeci krok polega na wielokrotnym zastosowaniu oszacowania uzyskanego powyżej. {\displaystyle \|Ef(X_{n,1}+X_{n,2}+\ldots +X_{n,n})-Ef(G_{n,1}+G_{n,2}+\ldots +G_{n,n})\|}{\displaystyle {}\leqslant \|Ef(X_{n,1}+\ldots +X_{n,n})-Ef(X_{n,1}+\ldots +X_{n,n-1}+G_{n,n})\|}{\displaystyle {}+\|Ef(X_{n,1}+\ldots +X_{n,n-1}+G_{n,n})-Ef(X_{n,1}+\ldots +X_{n,n-2}+G_{n,n-1}+G_{n,n})\|}{\displaystyle {}+\ldots +\|Ef(X_{n,1}+G_{n,2}+\ldots +G_{n,n})-Ef(G_{n,1}+G_{n,2}+\ldots +G_{n,n})\|.} Rozpatrzmy {\displaystyle k}-ty z powyższych wyrazów. Podstawiamy {\displaystyle Y:=X_{n,1}+\ldots +X_{n,k-1}+G_{n,k+1}+\ldots +G_{n,n}.} Zmienna {\displaystyle Y} jest niezależna od {\displaystyle X_{n,k}} i {\displaystyle G_{n,k}.} Wobec tego: {\displaystyle \|Ef(X_{n,1}+\ldots +X_{n,k}+G_{n,k+1}+\ldots +G_{n,n})-Ef(X_{n,1}+\ldots +X_{n,k-1}+G_{n,k}+\ldots +G_{n,n})\|}{\displaystyle {}=\|Ef(Y+X_{n,k})-Ef(Y+G_{n,k})\|={\bigg \|}\int \limits _{R}Ef(y+X_{n,k})d\mu _{Y}(y)}{\displaystyle {}-\int \limits _{R}Ef(y+G_{n,k})d\mu _{Y}(y){\bigg \|}}{\displaystyle {}\leqslant \int \limits _{R}\|Ef(y+X_{n,k})}{\displaystyle {}-Ef(y+G_{n,k})\|d\mu _{Y}(y)}{\displaystyle {}\leqslant 2A\cdot D^{2}X_{n,k}\cdot }{\displaystyle {\bigg (}\max _{1\leqslant k\leqslant n}{\sqrt {D^{2}X_{n,k}}}{\bigg )}}{\displaystyle {}+{\frac {A}{6}}D^{2}X_{n,k}\cdot \epsilon }{\displaystyle {}+B\cdot EX_{n,k}^{2}\cdot \mathbf {1} _{\{\|X_{n,k}\|>\epsilon \}}.} Zatem: {\displaystyle \|Ef(X_{n,1}+X_{n,2}+\ldots +X_{n,n})-Ef(G_{n,1}+G_{n,2}+\ldots +G_{n,n})\|} {\displaystyle {}\leqslant 2A\cdot {\bigg (}\sum _{k=1}^{n}D^{2}X_{n,k}{\bigg )}\cdot {\bigg (}\max _{1\leqslant k\leqslant n}{\sqrt {D^{2}X_{n,k}}}{\bigg )}}{\displaystyle {}+{\frac {A}{6}}{\bigg (}\sum _{k=1}^{n}D^{2}X_{n,k}{\bigg )}\cdot \epsilon }{\displaystyle {}+B\cdot {\bigg (}\sum _{k=1}^{n}EX_{n,k}^{2}\cdot \mathbf {1} _{\{\|X_{n,k}\|>\epsilon \}}{\bigg )}}{\displaystyle {}\leqslant 2A\cdot {\bigg (}\max _{1\leqslant k\leqslant n}{\sqrt {D^{2}X_{n,k}}}{\bigg )}}{\displaystyle {}+{\frac {A}{6}}\epsilon +B\cdot L_{n}(\epsilon ).} Pierwszy i ostatni składnik z warunku Lindeberga zbiegają do zera, gdy {\displaystyle n} dąży do nieskończoności. W związku z tym: {\displaystyle \forall \epsilon >0\;\limsup _{n\to \infty }\|Ef(X_{n,1}+\ldots +X_{n,n})-Ef(G_{n,1}+\ldots +G_{n,n})\|\leqslant A\cdot \epsilon .} Oznacza to, że: {\displaystyle Ef(X_{n,1}+\ldots +X_{n,k})}{\displaystyle {}{\xrightarrow[{n\to \infty }]{}}Ef(G_{n,1}+\ldots +G_{n,n})=Ef(G),} gdzie {\displaystyle G\sim N(0,1).} Czwarty krok polega na wyliczenie dystrybuanty granicznej na podstawie powyższych oszacowań. Weźmy funkcję {\displaystyle f\colon \mathbf {R} \to \mathbf {R} ,f\in \mathbb {C} ^{3}(R)} spełniającą warunek {\displaystyle \forall x\in \mathbf {R} \;\mathbf {1} _{(t+\delta ,+\infty )}(x)}{\displaystyle {}\leqslant f(x)\leqslant \mathbf {1} _{(t,+\infty )}(x)} dla pewnych {\displaystyle t\in \mathbf {R} ,\delta >0.} Wówczas: {\displaystyle P(X_{n,1}+\ldots +X_{n,n}\geqslant t)\geqslant Ef(X_{n,1}+\ldots +X_{n,n})\geqslant P(X_{n,1}+\ldots +X_{n,n}\geqslant t+\delta ).} Ale: {\displaystyle Ef(X_{n,1}+\ldots +X_{n,n}){\xrightarrow[{n\to \infty }]{}}Ef(G)} oraz {\displaystyle P(G\geqslant t)\geqslant Ef(G)\geqslant P(G\geqslant t+\delta ).} W związku z tym: {\displaystyle \liminf _{n\to \infty }P(X_{n,1}+\ldots +X_{n,n}\geqslant t)}{\displaystyle {}\geqslant P(G\geqslant t+\delta ){\xrightarrow[{\delta \to 0^{+}}]{}}P(G\geqslant t)} oraz podobnie {\displaystyle \limsup _{n\to \infty }P(X_{n,1}+\ldots +X_{n,n}\geqslant t)}{\displaystyle {}\leqslant P(G\geqslant t-\delta ){\xrightarrow[{\delta \to 0^{+}}]{}}P(G\geqslant t).} Otrzymujemy więc {\displaystyle P(X_{n,1}+\ldots +X_{n,n}\geqslant t){\xrightarrow[{n\to \infty }]{}}}{\displaystyle P(G\geqslant t)\Rightarrow P(X_{n,1}+\ldots +X_{n,n}<t){\xrightarrow[{n\to \infty }]{}}P(G<t).} Ale z ciągłości dystrybuanty rozkładu normalnego wnioskujemy, że {\displaystyle P(X_{n,1}+\ldots +X_{n,n}\leqslant t){\xrightarrow[{n\to \infty }]{}}P(G\leqslant t).} Ponieważ punktowa zbieżność dystrybuant w punktach ciągłości dystrybuanty granicznej jest równoważna zbieżności według rozkładu, więc ostatecznie: {\displaystyle \sum _{k=1}^{n}X_{n,k}{\xrightarrow[{n\to \infty }]{D}}N(0,1).} {\displaystyle \Box } |

## Częste nieporozumienia
- Centralne twierdzenie graniczne nie sprawi, by przy dostatecznie dużej próbie rozkład stał się normalny. Jedynie rozkład średniej z tej próby upodabnia się do normalnego.
- Centralne twierdzenie graniczne jest prawdziwe tylko dla rozkładów o skończonej wariancji. Zobacz stabilność struktury.